# Alessandro Vitelli
Alessandro Vitelli (* 1499 in Città di Castello; † 1. Februar 1554 in Citerna) war ein italienischer Condottiere, Graf von Montone, Citerna, Herr von Amatrice. Er diente dem Kaiserreich, dem Papst und dem Großherzogtum Toskana.

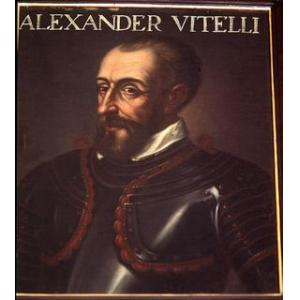
Porträt des Grafen Alessandro Vitelli in Rüstung

## Leben

### Herkunft und Anfänge
Alessandro wurde 1499 in Città di Castello als leiblicher Sohn des Condottiere Paolo Vitelli geboren. Sein Vater wurde im Oktober des gleichen Jahres von der Republik Florenz wegen Hochverrats hingerichtet. 1514 nahm ihn sein Schwager Gentile Baglioni in Perugia auf, der mit Giulia, Alessandros Schwester, verheiratet war.
Nach der Ermordung von Giampaolo Baglioni traf ihn der junge Mann in einer Versammlung am 11. Juni 1520 wieder, an der auch der Vizeherzog von Urbino Roberto Boschetti, Vitello Vitelli und Renzo degli Anguillara teilnahmen. Im Jahr 1522, als er erst 22 Jahre alt war, wurde er zur Verteidigung von Perugia abkommandiert, das von Malatesta IV. und Orazio Baglioni, unterstützt von Francesco Maria I. della Rovere und Camillo Orsini, Malatestas Onkel, angegriffen wurde. Nachdem er mit Gentile aus Perugia fliehen musste, wurde Vitelli zum Chef der persönlichen Garde von Kardinal Giulio de’ Medici, dem zukünftigen Papst Clemens VII. ernannt und wurde Teil der Truppe von Giovanni de’ Medici besser bekannt als Giovanni dalle Bande Nere. 1527 betraute ihn Renzo degli Anguillara an der Seite von Giovan Battista Savelli und Pietro da Birago, mit der Verteidigung von Frosinone, um eines der Hauptzentren Kampaniens gegen den spanischen Vizekönig von Neapel Charles de Lannoy zu verteidigen. So kämpften Vitelli und die beiden anderen gegen die Spanier bei Arnara, wobei sie etwa 80 feindliche Männer töteten und auch Hauptmann Peralta ausschalteten.
Er schloss sich mit seinem Schwager Pier Maria III. de’ Rossi den kaiserlichen Truppen an und wurde mit ihnen in der Abbazia di San Pietro in Valle von den Markgrafen Michele Antonio di Saluzzo und Federico Gonzaga belagert. Am Arm verwundet, musste er nach Ponte San Giovanni abziehen. Nachdem er Manfredonia vergeblich gegen Camillo Orsini verteidigt hatte, begleitete er den Herzog Pier Luigi II. Farnese und den Kardinal de’ Medici im Jahr 1529 nach Piombino. Dort schloss er sich den kaiserlichen Armeen unter dem Kommando des Prinzen von Oranien, Philibert de Chalon, an, der die Aufgabe hatte, Florenz für die Medici zurückzuerobern.

### Kriege mit dem Prinzen von Oranien
Nachdem er Poppi mit Sciarra Colonna eingenommen hatte, war Alessandro wieder gezwungen, sich um sich selbst zu kümmern, da er an einem Bein verwundet wurde. Als er schließlich seine militärischen Aktivitäten wieder aufnehmen konnte, hatte er die Aufgabe, Napoleone Orsini zu stoppen, der viele Siege errang: so verfolgte Vitelli ihn zuerst von Monterchi aus und zog dann nach Anghiari, um sich ihm erneut zu stellen. Obwohl Orsini einen Hinterhalt vorbereitet hatte, gelang es Vitelli, die Schlacht zu gewinnen und nicht nur Anghiari, sondern auch Borgo San Sepolcro zu erobern. Im Jahr 1530 nahm er zusammen mit dem florentinischen Kirchenkommissar Taddeo Guiducci, Montepulciano und alle Burgen von Valdarno und Val di Chiana ein, die sich angesichts der enormen Anzahl von Soldaten, die den beiden Condottieri (13 Kompanien) zur Verfügung standen, kampflos ergaben. Nach einer mehrtägigen Belagerung besetzten sie gemeinsam auch Borgo Sant’Anastasio. Als Hauptmann der kaiserlichen Armee nahm Alessandro am 24. Februar 1530 an der Kaiserkrönung Karls V. in der Basilika San Petronio in Bologna teil und kehrte dann in die Toskana zurück, wo er die Aufmerksamkeit durch die Einnahme von Volterra auf sich gelenkt hatte. Nachdem er den Fluss Cecina überquert hatte, um nach San Dalmazio (ein Weiler von Pomarance) zu gelangen und zu erobern, ging er den Flussaufwärts und begab sich in die Stadt Pisa. Hier schloss er ein Abkommen mit den Bewohnern von Volterra, das nicht von allen als richtig angesehen wurde. Mit der Unterstützung der Dissidenten gelang es ihm, Volterra zu erobern und die Stadt in den Händen von Giovanni Battista Borghese und seinem Bruder Carlo zu lassen, die jedoch später gezwungen waren, die Stadt an Francesco Ferrucci zu übergeben. Nachdem er Volterra verlassen hatte, machte sich Vitelli auf den Weg nach Empoli, wo er einen ersten Angriff startete, der jedoch von den Verteidigern zurückgeschlagen wurde. Im Juni 1530 wurde Vitelli von Alfonso d’Avalos erneut nach Empoli geschickt, wobei die Verteidigung der Stadt dieses Mal versagte, was möglicherweise auf den Verrat der empolischen Kommissare Andrea Giugni und Pietro Orlandini zurückzuführen war. Von den Panciatichi aus Pistoia wurde um Hilfe im Kampf gegen die Cancellieri gerufen. Mit den Pistoiesern nahm er an der Schlacht von Gavinana teil, die auch dank der Unterstützung von Alessandro mit Giampaolo Anguillara (der ebenfalls gefangen genommen wurde) gewonnen wurde. Bei dieser Schlacht starben der Prinz von Oranien und Francesco Ferrucci, der von Fabrizio Maramaldo ermordet wurde. Am 12. August 1530 war das Kunststück vollbracht: Florenz ergab sich den kaiserlichen Truppen.

### Florentiner Karriere

#### Aufstieg mit Alessandro und Cosimo I. de’ Medici

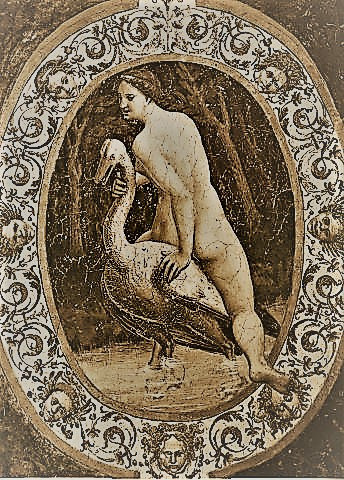
Angela de’ Rossi, in der Gestalt der Leda mit Schwan (Cola dell’Amatrice)

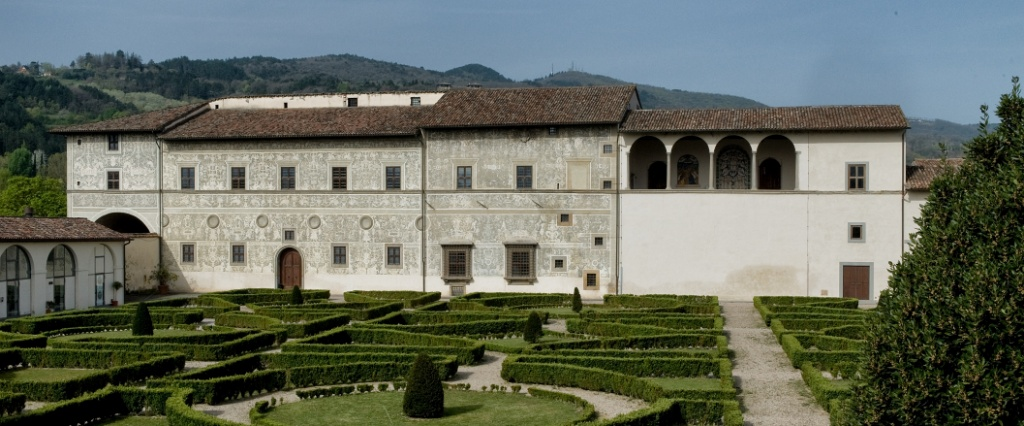
Der Palazzo Vitelli alla Cannoniera

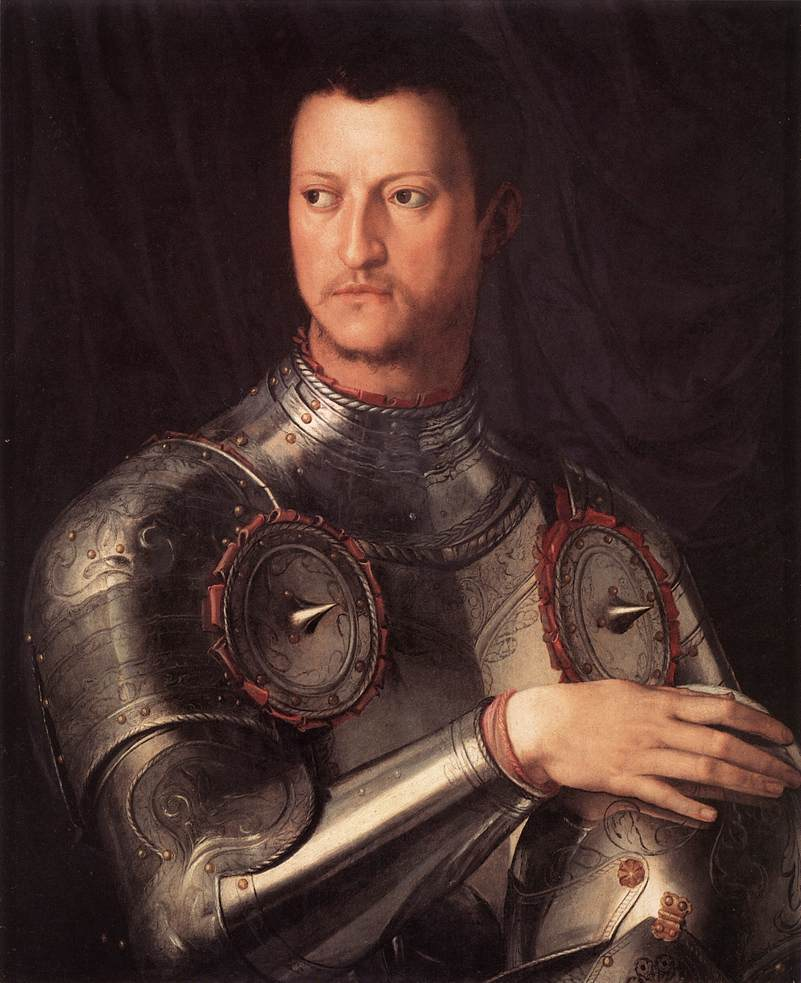
Angelo Bronzino, Porträt von Cosimo I. de’ Medici

Nachdem er sich bis 1531 bei der Familie Panciatichi in Pistoia aufgehalten hatte, wurde Alessandro 1532 die rechte Hand von Alessandro de’ Medici, dem Anwärter auf die Herrschaft von Florenz, der im selben Jahr Herzog der „Stadt der Lilien“ werden sollte. Zusammen mit Alessandro soll Vitelli die Ermordung des Cousins des Herzogs, Kardinal Ippolito de’ Medici, geplant haben, der durch ein Gift gestorben sein soll, das ihm ein Tifernate-Soldat mit vielen Freunden und Verwandten in Città di Castello, Alessandros Geburtsort, verabreicht hatte. Nachdem Alessandro de’ Medici 1537 durch die Hand seines Cousins Lorenzino getötet wurde, setzte sich Vitelli sofort für Cosimo I. de’ Medici ein, für den er mit etwa 500 Mann in Florenz einmarschierte und den bisherigen Konstabler (Paoloantonio da Parma) mit großer List zum Verlassen der Stadt zwang. Er drang mit nur zwei Mann in die Festung von Florenz ein, bat um ein Gespräche mit Paoloantonio und ließ den Parmanesen außerhalb der Mauern einsperren. Nachdem er die Soldaten dazu gebracht hatte, Cosimo die Treue zu schwören, ging er – die Festung in seinen Händen – hinaus. Diese Aktion wurde von Vitelli ohne jeglicher Zustimmung von Cosimo I. durchgeführt, und deshalb musste der Kommandant zuerst zu Margarethe von Parma, der Witwe von Herzog Alessandro, gehen, die sich bei Kardinal Innocenzo Cibo aufhielt, und dann zu Cosimo selbst, dem er erklärte, dass diese Tat für die persönliche Sicherheit des Herzogs und der Signoria durchgeführt wurde. Da er Alessandros Worten keinen Glauben schenkte, schlug der Florentiner Senator Roberto Acciaiuoli den Medici vor, den Tifernate von zu töten, ein Vorschlag, der dank der Intervention von Francesco Guicciardini verworfen wurde. Der Florentiner Historiker Bernardo Segni beschrieb das Ereignis wie folgt:

„In diesem Fall wurden die ersten Bürgern des Staates konsultiert, wo unter anderem Ruberto Acciaiuoli, Mitglied der Signora, Cosimo riet […], als Alessandro kam, um sich zu verabschieden, ihn gefangen nehmen zu lassen und ihn sofort als Verräter aus dem Fenster auf die Straße zu werfen […] Und es wäre in die Tat umgesetzt worden, wenn Guicciardino nicht einige Zweifel vorgebracht hätte, die Cesares Meinung hätten ändern können [...}“

Alessandro gab die Festung jedoch nicht an Cosimo zurück, sondern behielt sie bis 1538. Außerdem plünderte Vitelli, ein Mann mit großem Ehrgeiz und Geldgier, bei seinem Einzug in Florenz das Haus des verstorbenen Herzogs Alessandro und beraubte es nicht nur des Geldes, sondern auch der schönsten Kunstwerke. So beschrieb Jacopo Nardi, ein Historiker der Zeit, den Vorfall:

„Vitelli […] plünderte alle Habseligkeiten des toten Herzogs, so dass […] von dem Geld […] die größte Summe für Vitelli war, mit den schönsten Ornamenten und reichsten Werkzeugen seines Palastes. Es wird gesagt, dass diese Beute ohne das Geld 300.000 Scudi erreichte und dass es 70.000 Scudi in bar gab […]. Mit mit Beute beladenen Maultieren schickte er nach Citerna, Land, das ihm Papst Clemens zur Verfügung gegeben hatte.“

#### Kriege mit Filippo Strozzi
Bereits beunruhigt durch die wachsende Unzufriedenheit von Filippo Strozzi, ein Nachkomme der Familie de’ Medici, der bereits seinen Unmut über den Aufstieg des Herzogs Alessandro gezeigt hatte, wuchs Vitellis Besorgnis über Filippos möglichen Aktionen noch mehr, als Niccolò Bracciolini, sein Cousin und Verbündeter in Pistoia, ihn über die Absicht der Cancellieri informierte, dem florentinischen Ausgestoßenen bei seinen Aktionen zu helfen.  So war Vitelli gezwungen, einzugreifen: 1537 verließ er mit Pirro Colonna und Rodolfo Baglioni Florenz mit 7.000 Infanteristen und griff Strozzi am 31. August desselben Jahres bei Montemurlo an. Während der Schlacht wurde Filippo zusammen mit seinem wichtigsten Mann, Baccio Valori, gefangen genommen. Während Valori sofort hingerichtet wurde, wurde Strozzi von Vitelli verschont. Die vom Botschafter Kaiser Karls V., Íñigo López de Hurtado de Mendoza, Vizekönig von Neapel, überbrachte Forderung, die Festung Florenz dem spanischen Hauptmann Giovanni di Luna zu übergeben nahm Alessandro an und erhielt dafür das Lehen von Amatrice im Königreich Neapel. Von seinem Dienst bei den Toskanern entlassen, trat Alexander 1538 in den Dienst von Papst Paul III.

### Aktivitäten mit der Kirche

#### Salzkrieg

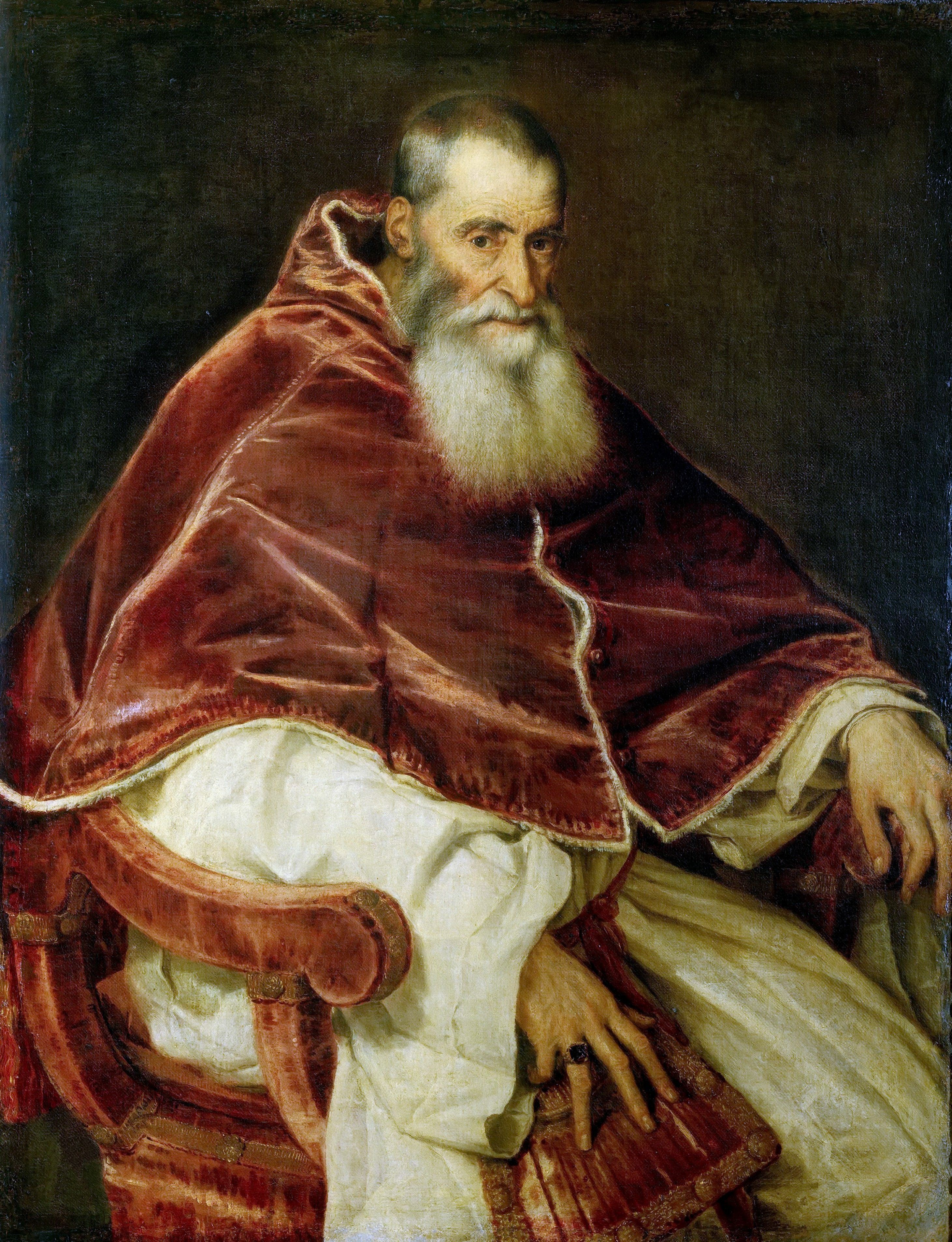
Porträt Paul III., Tizian (1543) Museo di Capodimonte (Neapel)

Nachdem Paul III. im Jahr 1531 den Preis für Salz erhöht hatte, um eine Hungersnot zu bekämpfen, erhöhte er 1539 die Salzsteuer. 1540 lehnte sich die Stadt Perugia gegen den Pontifex auf und löste den Salzkrieg aus. Die Armeen wurde von Pier Luigi Farnese für die Päpste und Rodolfo II. Baglioni für die Perugianer befehligt. Alessandro Vitelli nahm an diesem Krieg teil und belagerte Ascanio della Corgna in Torgiano, der angesichts der Anzahl seiner Gegner zur Kapitulation gezwungen wurde. Am Ende des Krieges erlitten die Perugier eine schwere Niederlage und die Baglionen mussten auf ihre Herrschaft über die Stadt verzichten. Gleichzeitig mit dem perugianischen Aufstand musste sich der Papst auch mit den Ansprüchen der Colonna auseinandersetzen, die unter der Führung von Ascanio und Fabio immer bedrohlicher wurden. Betroffen von der Salzsteuer, welche die alte Familie trotz ihrer Rechte nicht verschonte, und verärgert durch andere geringere Ereignisse begannen die Colonna ihren Aufstand gegen den Farnese-Papst. Vitelli nahm, zusammen mit Pier Luigi Farnese, an der Belagerung von Rocca di Papa und Paliano teil, und nachdem es ihnen gelungen war die Städte zu erobern, errangen die beiden auch einen wichtigen Sieg über Ascanio.

#### Ungarische Kriege
1542 wurde Vitelli nach Ungarn geschickt, wo der österreichische Erzherzog Ferdinand II. gegen die „ungläubigen“ Türken kämpfte. Daher stand Alexander in den Reihen des Kurfürsten Joachim II. von Brandenburg, der die päpstlichen Truppen befehligte. Als die Feindseligkeiten begannen, erhielt Vitelli den Auftrag, die Szentendre-Insel an der Donau einzunehmen und dann nach Buda zu ziehen. Hier wurde Alessandro bei einer Erkundung, um die besten Plätze für die Aufstellung der Artillerie zu bestimmen, von vielen aus Buda kommenden Janitscharen überrascht, aber dank seiner Tapferkeit gelang es ihm, die Türken in der Stadt zurückzudrängen. Während dieser Schlacht hatte der Hauptmann auch die Gelegenheit, zum ersten Mal den Kampfstil der gegnerischen Soldaten zu beobachten. Bei der Ausarbeitung seines Racheplanes an den Türken für die erlittene Niederlage war dies sehr nützlich. Der Plan wurde am nächsten Tag mit einer totalen Niederlage der Osmanen in die Tat umgesetzt. Der venezianische Historiker und angehöriger des Karmeliterordens, Alberto Lazari, beschrieb die Schlacht wie folgt:

„[…] Dennoch dachte er daran, ihnen aufzulauern und einen Hinterhalt zu legen, und […] ordnete die Sache auf diese Weise an.[....] er erschien mit acht Kompanien Infanteristen am Flussufer, und nachdem er in die Schlacht eingetreten war, ließ er die Piken (eine ungewöhnliche Waffe bei den Türken) in die Ecken der Schwadron stellen, und dann sollte jeder Musketier mit einem Knie auf dem Boden bleiben und mit dem anderen Knie seine Muskete halten […]. Nachdem er (Vitelli) seine Sachen in der oben erwähnten Weise angeordnet hatte, war es nicht schwierig, das gewünschte Ergebnis zu erzielen, […] mit Piken und Musketen die Heftigkeit des ersten Angriffs aufrechtzuerhalten (bei dem eine große Anzahl von Janitscharen ausgelöscht wurde) […].“

Nach diesem wichtigen Sieg, für den er auch von seinen Gegnern gelobt wurde, bereitete Vitelli die Belagerung von Buda vor und begann mit der Beschießung der Stadtmauern. Diese stürzten bald an einigen Stellen ein, und so konnten Alessandros Truppen in das Innere des zukünftigen Budapest eindringen und den Kampf gegen die Türken aufnehmen. Doch bald spitzt sich die Lage zu: Vitellis päpstliche Truppen stehen allein gegen eine Vielzahl von Osmanen, nur von den Mailändern von Medeghino und einem Teil der spanischen Kavallerie unterstützt, jedoch nicht vom Rest der ungarischen und deutschen Armeen. Sie verloren diese Schlacht und mit dem nahenden Winter beschlossen die christlichen Hauptleute sich zurückzuziehen. Vitelli hatte noch einmal die Gelegenheit, seine Tapferkeit unter Beweis zu stellen. Als das Heer auf dem Rückweg nach Wien von den Türken angegriffen wurde, war es Vitelli, der es vor der osmanischen Invasion schützte. Am Ende des Jahres kehrte Alessandro mit großen Ehren und Ruhm nach Italien zurück.

#### Krieg in Deutschland
Im Jahr 1546 wurde Alessandro Vitelli, inzwischen dank seiner Heldentaten ein anerkannter Hauptmann, mit der päpstlichen Armee nach Deutschland geschickt, um die Truppen des Schmalkaldischer Bundes zu bekämpfen, die von den protestantischen Fürsten gegen den Kaiser Karl V. von Habsburg gebildet worden war. So begann er seine Kriegshandlungen: im August nahm er an den Kämpfen von Nördlingen teil, dann zog er mit Giovambattista Savelli zur Eroberung der Gerolfinger Ebene. Mit Savelli kämpfte Alessandro gegen den Landgrafen Philipp I. von Hessen, in der Nähe dessen Lagers in Ingolstadt, bevor er nach Ulm ging, wo er an der Seite von Giovanni Battista Castaldo, Pirro Colonna, Giulio Orsini und Paolo II. Vitelli stand. Die deutsche Militäraktionen mussten jedoch bald eingestellt werden. Vitelli musste 1547 mit Ottavio Farnese wegen der Ermordung des Papstsohnes, Pier Luigi Farnese, Ottavios Vater, nach Italien zurückkehren.

#### Aktivitäten in Italien und Tod
Im Jahr 1551 stand Vitelli im Krieg von Parma Ottavio Farnese gegenüber und befehligte die Militäraktion während der Belagerung von Mirandola, bei der er auch den gesamten Weizen der Stadt in Brand setzte. Zusammen mit Vincenzo de’ Nobili lockt Vitelli die feindlichen Truppen in einen Hinterhalt, wobei es ihm gelingt, einige Hauptleute wie Collatino Collalto gefangen zu nehmen, und er nimmt fast Farnese selbst gefangen.  Aber schon bald musste Vitelli erste Schwierigkeiten überwinden: die Einnahme von Mirandola erwies sich wegen der Verteidigung durch Turchetto als sehr schwierig. Nach dem Friedensschluss von 1552 beteiligte sich Vitelli an den Kämpfen des Krieges von Siena. Mit dem Tod des Vizekönigs von Neapel, Pedro Álvarez de Toledo, wurde Alexander das Kommando über die kaiserlichen Truppen übertragen, das er sich mit dem Sohn von Pedro, García Álvarez de Toledo y Osorio, teilte. Alessandro dringt zum ersten Mal in das Val di Chiana ein, wo er einige Orte wie Sinalunga einnimmt, bevor er nach Monticchiello (ein Ortsteil von Pienza) weiterzieht, das er kampflos erhält. Danach zog er weiter um Montalcino anzugreifen, eine Stadt, die von Hauptmann Giordano Orsini von Monterotondo verteidigt wurde. Trotz seiner Bemühungen war Vitelli nicht in der Lage, die Stadt zu erobern. Nachdem er ein höheres Alter erreicht hatte, starb Alessandro Vitelli 1554 in Citerna, um in Città di Castello, seiner Heimat, begraben zu werden. Da er des militärischen Lebens überdrüssig wurde, hatte er bereits einige Jahre zuvor beschlossen, sich aus den Kämpfen zurückzuziehen.

## Familie und Abstammung
Im Jahr 1530 heiratete Alessandro Angela de’ Rossi, ein Mitglied der Rossi-Familie aus Parma und Tochter von Troilo I., Marchese von San Secondo. Angela war bereits 1522 die Frau seines 1528 verstorbenen Cousins Vitello. Das Paar hatte neun Kinder, von denen das berühmteste sicherlich Vitellozzo ist, der 1554 Bischof von Città di Castello und 1557 Kardinal wurde.